# Pobuske
Pobuske (ukrainisch Побузьке; russisch Побугское Pobugskoje) ist eine Siedlung städtischen Typs im Südwesten der ukrainischen Oblast Kirowohrad mit 5900 Einwohnern (2019).

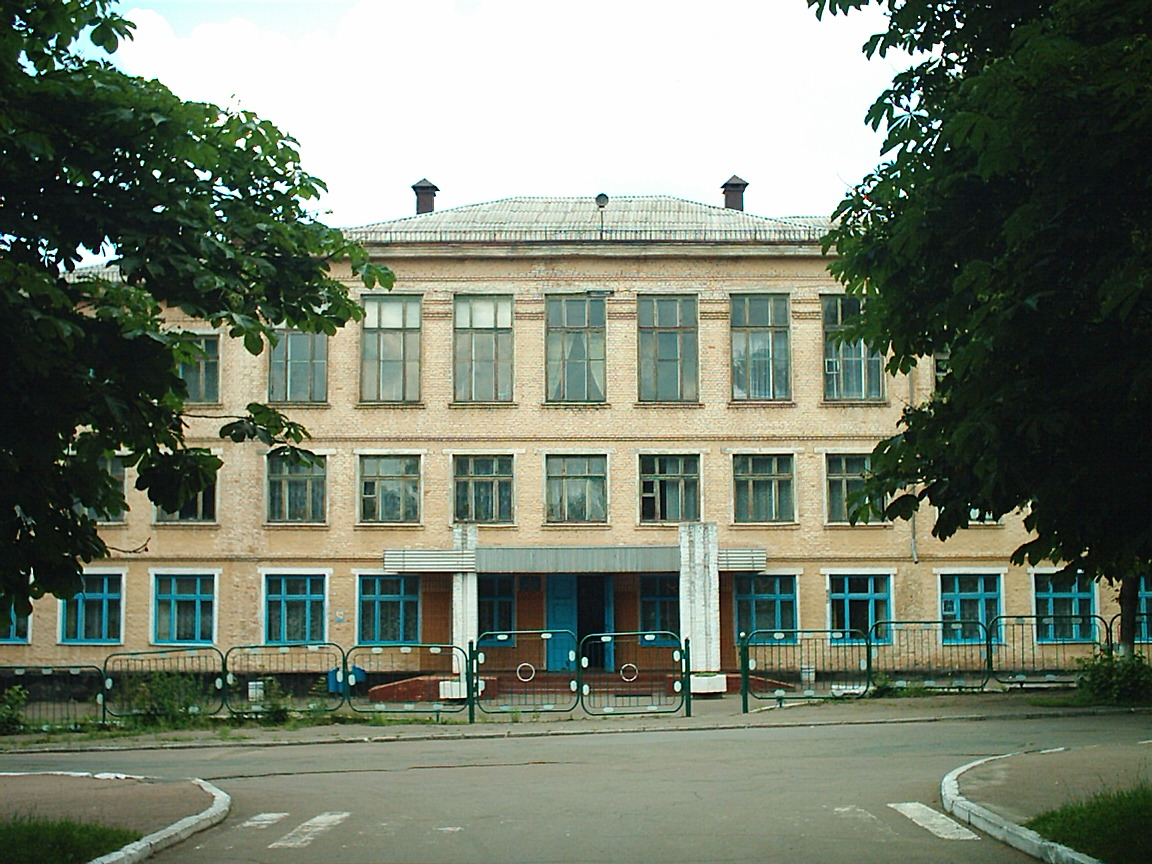
Schulgebäude im Ort

Die Ortschaft wurde 1959 gegründet und trug zunächst den Namen Kapitanka-2. Seit 1961 besitzt sie den Status einer Siedlung städtischen Typs, gleichzeitig wurde sie wegen der Lage nördlich des Flusses Bug auf den heutigen Namen benannt. Prägend für den Ort ist das zur Gründungszeit des Ortes errichtete Nickelwerk.

## Geographie
Pobuske liegt im Rajon Holowaniwsk auf einer Höhe von 111 m nahe der Regionalstraße P–06 und dem linken Ufer des Südlichen Bugs, 34 km südlich vom Rajonzentrum Holowaniwsk und 157 km südwestlich vom Oblastzentrum Kropywnyzkyj.
In der Nähe des Dorfes befindet sich ein Museum der strategischen Raketentruppen.

## Verwaltungsgliederung
Am 12. Juni 2020 wurde die Siedlung zum Zentrum der neugegründeten Siedlungsgemeinde Pobuske (Побузька селищна громада/Pobuska selyschtschna hromada). Zu dieser zählen die 8 in der untenstehenden Tabelle aufgelisteten Dörfer, bis dahin bildete sie die gleichnamige Siedlungsratsgemeinde Pobuske (Побузька селищна рада/Pobuska selyschtschna rada) im Süden des Rajons Holowaniwsk.
Folgende Orte sind neben dem Hauptort Pobuske Teil der Gemeinde:
| Name                     | Name         | Name                           |
| ukrainisch transkribiert | ukrainisch   | russisch                       |
| ------------------------ | ------------ | ------------------------------ |
| Hrusjanka                | Грузянка     | Грузянка (Grusjanka)           |
| Kapitanka                | Капітанка    | Капитанка                      |
| Ljuschnjuwate            | Люшнювате    | Люшневатое (Ljuschnewatoje)    |
| Lypnjahy                 | Липняги      | Липняги (Lipnjagi)             |
| Lypowenke                | Липовеньке   | Липовенькое (Lipowenkoje)      |
| Odaja                    | Одая         | Одая                           |
| Puschkowe                | Пушкове      | Пушково (Puschkowo)            |
| Suchyj Taschlyk          | Сухий Ташлик | Сухой Ташлык (Suchoi Taschlyk) |